# Продажа Аргентиной оружия Эквадору и Хорватии
Продажа Аргентиной оружия Эквадору и Хорватии — международный политический скандал, связанный с незаконной продажей оружия в Эквадор и Хорватию в 1990-е годы. В скандале оказались замешаны аргентинские чиновники и бизнесмены.

## Основные фигуранты
- Карлос Менем — бывший президент Аргентины[1].
- Эмир Йома — советник и родственник бывшего президент Аргентины.
- Оскар Камильон — экс-министр обороны Аргентины.

## История
В период с 1991 по 1995 года Аргентина продала Эквадору и Хорватии, которые вели на тот момент боевые действия (Война Альто-Сенепа и Война в Хорватии), 6 500 тонн оружия (винтовки, орудия, противотанковые ракеты и боеприпасы). При этом тогда на поставки оружия в страны бывшей Югославии, к которым относилась Хорватия, Советом безопасности ООН было наложено эмбарго. Официально оружие предназначалось для Панамы и Венесуэлы. Предположительно, чтобы скрыть следы хищения оружия, на военном заводе в Рио-Терсеро был организован взрыв. 
В общей сложности по делу проходили 18 человек.